# Kpah Sherman
Kpah Sherman (Monrovia, 3 febbraio 1992) è un calciatore liberiano, attaccante del Kuala Lumpur.

## Palmarès

### Club

#### Competizioni nazionali
- Campionato nordcipriota: 1

Çetinkaya Türk: 2012-2013
- Campionato tanzaniano: 1

Young Africans: 2014-2015

### Individuale
- Capocannoniere della Malaysia Super League: 1

2019 (19 reti)
- PFAM Player of the Month: 1

2021